# Matzenweiler (Kißlegg)
Der Weiler  Matzenweiler liegt nordwestlich von Kißlegg im Landkreis Ravensburg auf einer Höhe von 677 m ü. NHN und hat etwa 30 Einwohner.

## Geschichte
Matzenweiler gehörte bis zur Eingemeindung nach Kißlegg 1934 zur Gemeinde Wiggenreute und bildete früher zusammen mit Hub eine Parzellargemeinde, die sich noch in gemeinsamem Besitztum fortsetzt. Die Parzellargemeinde besteht aus den zehn alten Anwesen in Matzenweiler und Hub.
Der Weiler wird urkundlich bereits um das Jahr 1200 als tributpflichtig an das Kloster St. Gallen erwähnt. Im Jahr 1346 ist anlässlich eines Verkaufes durch Panthaleon Schellenberg ein Hof direkt bezeichnet. Anhand der Gültbücher sind die Besitzer der fünf alten Bauernhöfe des Weilers bis etwa in das Jahr 1528 (mit Lücken in der Zeit des Dreißigjährigen Kriegs) zurückverfolgbar. Die inschriftliche Datierung „J 16 HMH 97 B“ (1697) eines Kornspeichers konnte dendrochronologisch bestätigt werden. 
Die Kapelle aus dem Jahr 1853 ist eine Nachfolgerin einer ehemaligen Feldkapelle.